# Едуар Крю
Едуар Крю (фр. Édouard Crut, 16 квітня 1901, Неї-сюр-Сен — 24 жовтня 1974, Марсель) — французький футболіст, що грав на позиції нападника. Виступав, зокрема, за клуби «Марсель» та «Ніцца», а також національну збірну Франції. Триразовий володар Кубка Франції.

## Клубна кар'єра
У дорослому футболі дебютував 1920 року виступами за команду «Етуаль Каруж». Згодом з 1921 по 1923 рік грав у складі команд «Сен-Манде» та «Галлія Клуб».
Своєю грою за останню команду привернув увагу представників тренерського штабу клубу «Марсель», до складу якого приєднався 1923 року. Відіграв за команду з Марселя наступні чотири сезони своєї ігрової кар'єри. Три рази виграв з командою Кубок Франції.
1927 року уклав контракт з клубом «Ніцца», у складі якого провів наступні п'ять років своєї кар'єри гравця. 
Протягом 1932—1934 років захищав кольори клубів «Канн» та ФАК «Ніцца».
Завершив ігрову кар'єру у команді «Марсель», у складі якої вже виступав раніше.

## Виступи за збірну
1924 року дебютував в офіційних матчах у складі національної збірної Франції.
У складі збірної був учасником  футбольного турніру на Олімпійських іграх 1924 року у Парижі.
Загалом протягом кар'єри в національній команді, яка тривала 4 роки, провів у її формі 8 матчів, забивши 6 голів.
Помер 24 жовтня 1974 року на 74-му році життя у місті Марсель.

## Титули і досягнення
- Володар Кубка Франції (3):

«Олімпік» (Марсель): 1923–1924, 1925–1926, 1926–1927
- Переможець чемпіонату Південний Схід (1):

«Олімпік» (Марсель): 1927
| Дата       | Місто    | Господарі  | Результат | Гості      | Турнір                | Голи | Примітки |
| ---------- | -------- | ---------- | --------- | ---------- | --------------------- | ---- | -------- |
| 27/05/1924 | Сент-Уан | Франція    | 7 – 0     | Латвія     | ОІ 1924 - 1/8 фіналу  | 3    |          |
| 01/06/1924 | Коломб   | Франція    | 1 – 5     | Уругвай    | ОІ 1924 - чвертьфінал | -    |          |
| 04/06/1924 | Гавр     | Франція    | 0 – 1     | Угорщина   | товариський матч      | -    |          |
| 11/04/1926 | Париж    | Франція    | 4 – 3     | Бельгія    | товариський матч      | 2    |          |
| 18/04/1926 | Тулуза   | Франція    | 4 – 2     | Португалія | товариський матч      | -    |          |
| 25/04/1926 | Коломб   | Франція    | 1 – 0     | Швейцарія  | товариський матч      | -    |          |
| 30/05/1926 | Відень   | Австрія    | 4 – 1     | Франція    | товариський матч      | 1    |          |
| 16/03/1927 | Лісабон  | Португалія | 4 – 0     | Франція    | товариський матч      | -    |          |
| Усього     |          | Матчів     | 8         |            | Голів                 | 6    |          |